# Festival de los Patios Cordobeses
El Festival de los Patios Cordobeses es un concurso de patios de Córdoba (España) celebrado desde 1921 y que se realiza, generalmente, durante la primera y segunda semana del mes de mayo. Los participantes decoran y abren sus patios gratuitamente para que puedan ser visitados dentro del horario establecido para tal fin. En 1980 fueron declarados como Fiesta de Interés Turístico Nacional, y tras un larga tramitación, consiguieron inscribirse como Patrimonio Cultural Inmaterial de la Humanidad por la Unesco el 6 de diciembre de 2012.
Los patios durante el Festival se establecen en tres categorías: «Arquitectura Antigua», «Arquitectura Moderna» y «Patios Singulares». El número de patios participantes ha ido en aumento con el tiempo, en 2022 se estableció por primera vez un máximo de 55 patios. El Festival alcanzó el mayor número de visitantes en 2018, con más de un millón de personas, convirtiendo mayo en el mes más turístico de Córdoba. Además, el festival se completa con un programa educativo organizado por el Ayuntamiento de Córdoba cuyo objetivo es dar a conocer a los estudiantes la arquitectura y el patrimonio, así como promover el respeto por el mismo. En los últimos años, los patios en concurso se señalan con macetas de setos que se colocan flanqueando las puertas, de modo que puedan ser identificados de manera clara.

## Historia
El primer Festival de Patios Cordobeses fue convocado por el alcalde de Córdoba Francisco Fernández de Mesa en 1921 como «Concurso de Patios, Balcones y Escaparates». Se establecieron tres premios de 100, 75 y 50 pesetas que fueron repartidos entre los tres únicos participantes: Empedrada, 8, en el barrio de Santa Marina, Buen Pastor, 7, y Almanzor, 11, ambos en la Judería de Córdoba. Debido a la escasa respuesta vecinal, el concurso no volvió a celebrarse, sino que entre 1925 y 1929 se celebró el concurso de cruces de mayo en el interior de numerosos patios, sin valorar los patios como tal. En 1933, durante la Segunda República y la alcaldía de Francisco de la Cruz Ceballos, el concurso de patios renació, comenzaron a popularizarse, presentándose 16 patios repartidos por la ciudad, con premios cuantiosos para la época.

Durante la Guerra civil española (1936-39) el concurso fue cancelado, regresando una vez concluida la contienda en 1939 como un acto más de la feria cordobesa; por lo que se vuelve en el año 1943 a comentar por la prensa local la necesidad de volver al tradicional Concurso de Patios. Para ello se hace una enumeración de algunos que en aquella época estaban adornados y eran visitados sin que hubiera apoyo y concurso por parte del Ayuntamiento. Eran los siguientes: calle Leiva Aguilar 10, calle Buen Pastor, calle de los Ángeles, Casa de las Bulas esquina a calle Judíos. Fue en el año 1944, durante el mandato de Antonio Luna Fernández, la primera constatación de posguerra en la cual se convoca concurso, cuando también se establecen los primeros criterios de valoración como la arquitectura, la decoración y sus características. Los dos años siguientes se celebra el Festival, aunque no se datan los premios, por lo que va a ser en 1947 cuando se consolide el concurso.

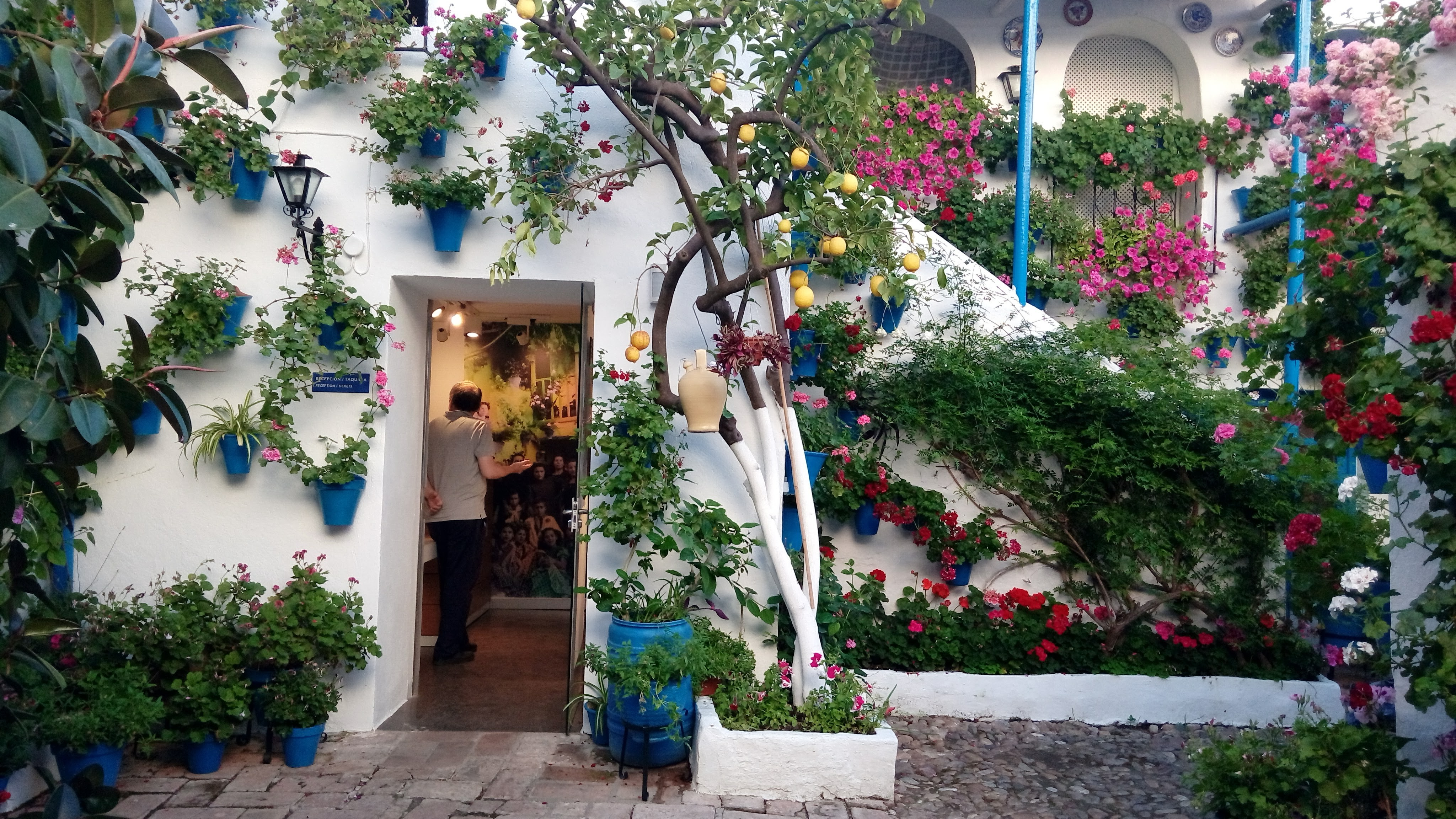
Centro de Interpretación de la Fiesta de los Patios en calle Trueque, 4.

Durante la alcaldía de Antonio Cruz-Conde, el Festival de los Patios va a evolucionar notablemente, aumentando la cuantía del primer premio desde las 3.000 hasta las 8.000 pesetas en 1962, último año de su gobierno. Además, se conceden ayudas a patios que no han obtenido ningún premio para compensar el esfuerzo y el gasto. Con el objetivo de impulsar el concurso, se celebran conciertos de música clásica y certámenes de belleza. Con la llegada de la democracia y la alcaldía de Julio Anguita, se estableció que los patios deben adornarse con flores del tiempo, se prohíbe la venta de bebida en su interior y no se valora la actuación de artistas flamencos. En 1980 fueron declarados como Fiesta de Interés Turístico Nacional y en 1988 entran en juego más criterios como la variedad floral, el cuidado de macetas y arriates y la iluminación natural. Una década después de dividirán los premios en dos categorías: arquitectura antigua (desde el siglo XVI hasta 1960) y arquitectura moderna (desde 1960 hasta la actualidad).
El 6 de diciembre de 2012 el Festival de los Patios fue declarado Patrimonio Cultural Inmaterial de la Humanidad por la UNESCO en una sesión celebrada en París. Durante los últimos años y debido a dicha declaración, el número de visitantes no ha parado de crecer, llegando en las últimas ediciones a superar el millón de turistas durante las dos semanas que dura el Festival. En 2020 fue la primera vez que el Festival se celebró en octubre debido a la pandemia de covid-19, mientras que al año siguiente volvió al mes tradicional de mayo. En 2022 el número de participantes fue aumentado a 55 patios, además de añadirse una nueva categoría: «Patios singulares», entidades, asociaciones o congregaciones religiosas sin ánimo de lucro ubicadas dentro del casco histórico.
En 2023 la nueva categoría de «Patios singulares» se renombró «Arquitectura singular» con la misma denominación: entidades, asociaciones o congregaciones religiosas sin ánimo de lucro. Asimismo, se premia al «Patio joven», perteneciente a menores de 35 años y cuyo premio son 800 euros.

## Monumentos a los cuidadores de patios

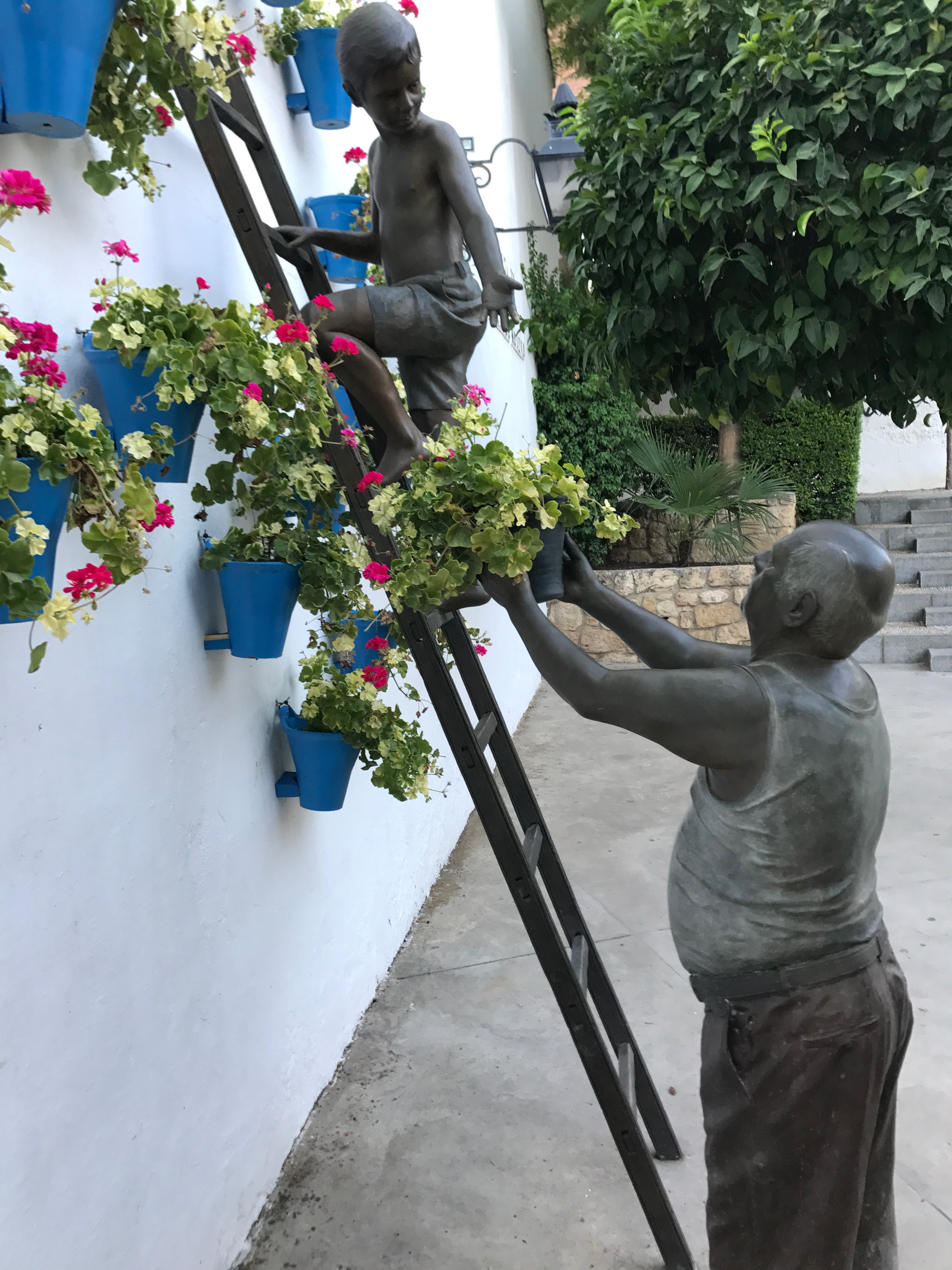
Estatua inaugurada en 2015 en el barrio de San Basilio.

- Estatua inaugurada en 2015 en el barrio de San Basilio.«La Regaora». En abril de 2014, un par de años tras la declaración de Patrimonio de la Humanidad por la Unesco, se inauguró un monumento dedicado a los cuidadores de patios, en la Puerta del Rincón, realizado por José Manuel Belmonte, que representa a una mujer con la típica filigrana cordobesa regando unas macetas reales al estilo tradicional con la caña y la lata. Tuvo un coste de 30.000 euros que fueron financiados por Cervezas Alhambra.[8]
- «El abuelo y el niño». En mayo de 2015 se inauguró la escultura del abuelo y el niño, que representa el paso generacional de la tradición de los patios, ya que le está entregando una maceta al nieto que la recibe subido a una escalera. Se encuentra en el barrio de San Basilio, en la calle Martín de Roa.[9]
- «El pozo de las flores». La última escultura de Belmonte fue instalada el 6 de julio de 2022 en la plaza del poeta Juan Bernier.[10]

## Premios
| Arquitectura Antigua           | Arquitectura Moderna  | Patios Singulares     | Mención de Honor | Patio Joven |
| ------------------------------ | --------------------- | --------------------- | ---------------- | ----------- |
| Primer premio 3.000 €          | Primer premio 3.000 € | Primer premio 3.000 € | 4.000 €          | 800 €       |
| Segundo premio 2.500 €         |                       |                       | 4.000 €          | 800 €       |
| Tercer premio 2.000 €          |                       |                       | 4.000 €          | 800 €       |
| Cuarto, quinto y sexto 1.500 € |                       |                       | 4.000 €          | 800 €       |
| Séptimo y octavo 1.000 €       |                       |                       | 4.000 €          | 800 €       |

## Accésit por participación
| Tamaño            | Accésit máximo |
| ----------------- | -------------- |
| Más de 100 m2     | 4.140 €        |
| Entre 81 y 100 m2 | 3.875 €        |
| Entre 61 y 80 m2  | 3.610 €        |
| Entre 41 y 60 m2  | 3.345 €        |
| Entre 19 y 40 m2  | 3.080 €        |

## Premio a la planta singular
Desde el año 2010, el Real Jardín Botánico de Córdoba entrega un galardón a la planta más destacable del Festival de los Patios, tanto por sus características como por el cuidado de sus propietarios.
| Año  | Planta             | Patio                     |
| ---- | ------------------ | ------------------------- |
| 2010 | Esparraguera       | Parras, 6                 |
| 2011 | Azucena            | Escañuela, 3              |
| 2012 | Limonero           | Maese Luis, 22            |
| 2013 | Buganvilla         | La Palma, 3               |
| 2014 | Costilla de Adán   | Parras, 5                 |
| 2015 | Geranio            | Barrionuevo, 22           |
| 2016 | Helechos           | Isabel II, 25             |
| 2017 | Palmera            | Aceite, 9                 |
| 2018 | Kentia             | Maese Luis, 19            |
| 2019 | Rosal de pitiminí  | Barrionuevo, 43           |
| 2020 | Drago canario      | Plaza de las Tazas, 11    |
| 2021 | Pilistras          | Gutiérrez de los Ríos, 33 |
| 2022 | Alegría de la casa | Pedro Fernández, 6        |
| 2023 | Verodes            | Parras, 8                 |
| 2023 | Filodendro         | Céspedes, 10              |